# Gösta Johannesson
Nils Gösta Johannesson, född 19 oktober 1913 i Helsingborg, död 9 september 1992 i Eslöv, var en svensk historiker, lärare och författare av historisk facklitteratur.

## Biografi
Johannesson föddes 1913 i Helsingborg som son till lagerchefen Oscar Johannesson och Betty Bengtsson. Efter studentexamen vid Högre allmänna läroverket i Helsingborg 1931 studerade han historia på Lunds universitet, där han avlade filosofisk ämbetsexamen 1936. Åren 1937 till 1941 var han extra adjunkt vid högre allmänna läroverken i Karlskrona och Landskrona. År 1942 avlade Johannesson filosofie licentiatexamen och genomförde samma år sitt provår på Hvitfeldska högre allmänna läroverket i Göteborg. Han verkade som ämneslärare på Göteborgs högre samskola från 1943 och som adjunkt vid Majornas högre allmänna läroverk 1947. År 1948 disputerade han för filosofie doktorsgrad i historia med en avhandling om den skånska kyrkan under reformationen som senare även utkom som bok. Han blev samma år lektor vid Eslövs högre allmänna läroverk och var från och med 1949 även docent i historia vid Lunds universitet. Han kom under 1950- och 1960-talen att skriva ett flertal läroböcker för gymnasiet som behandlade bland annat kyrkohistoria och medeltida historia. Han var också redaktör för tidskriften Pedagogisk debatt 1953 till 1955. Från 1967 och fram till sin död var Johannesson redaktör för det fortlöpande historiska bokverket Helsingborgs historia och ansvarade för utgivningen av delarna III till VI. Hans år 1971 utkomna bok om Skånes historia anses som ett av standardverken inom ämnet.
Gösta Johannesson var från 1942 gift med Anna-Lisa Rahl, med vilken han fick tre barn. Johannesson var mycket aktiv i olika föreningar och medlem av Sällskapet Heimdall, Gillet Gamla Helsingborg, Rotary, ledamot av Vetenskapssocieteten i Lund, samt ledamot av Kungliga Samfundet för utgivande av handskrifter rörande Skandinaviens historia. Han var även riddare av Nordstjärneorden. Johannesson avled 1992 och är begraven i minneslunden på Eslövs kyrkogård.

### Författare
- Den skånska kyrkan och reformationen (1947)
- Kyrkohistoria för gymnasiet. Urkundssamling (1951)
- Historiska urkunder: till undervisningens tjänst. D. 1, Forntiden och medeltiden (1955)
- Historiska urkunder: till undervisningens tjänst. D. 2, Nya tiden till 1800-talets början (1955)
- Historiska urkunder: till undervisningens tjänst. D. 3, 1800- och 1900-talen (1955)
- Medeltidens och nya tidens historia för gymnasiet (1957)
- Kommunismen i Sydöstasien (1958)
- Fälad blev stad: historik med anledning av Eslövs femtioåriga tillvaro som stad (1961, med Joel Sallius och Allan Arvastson)
- Genom tre sekler: repetitionskurs i historia (1962)
- Häxkonster i fält (1965)
- Skånes historia (1971)
- Från köpstad till storkommun (1978)
- Helsingborg: stad i 900 år (1980)
- Lund: De skånska landskapens historiska och arkeologiska förening (1981, kapitlet "Livsmedelsresor över Öresund för trehundra år sedan")
- Danmarks historie: Skåne, Halland og Blekinge (1981)
- Lunds universitets historia: utgiven av universitetet till dess 300-årsjubileum. 2, 1710–1789 (1982)
- Skåne, Halland och Blekinge: om Skånelandskapens historia (1984)
- Sällsamheter i Helsingborg (1987)
- Nordskånes försvar under dansk tid (1988)
- Kyrka mitt i byn: skånskt kyrkoliv under tre sekler (1989)
- Dr P Håkansson och salubrinet (1993, postumt utgiven)

### Redaktör
- Historiska texter. 1, Från korstågen till franska revolutionen (1966, med Inge Svensson)
- Historiska texter. 2, Från franska revolutionen till första världskriget (1966, med Inge Svensson)
- Historiska texter. 3, 1900-talet (1967, med Inge Svensson)
- Helsingborgs historia, del III:1, Dansktidens slutskede (1969, även författare av avsnittet "Näringslivet")
- Helsingborgs historia, del III:2, Dansktidens slutskede (1969, även författare av avsnitten "Förvaltningen" och "Politisk historia")
- Helsingborgs historia, del IV:1, Försvenskningen (1969, även författare av avsnittet "Stadens styrelse och förvaltning")
- Helsingborgs historia, del IV:2, Försvenskningen (1969, även författare av avsnitten "Stadens näringsliv och ekonomi" och "Den kyrkliga förvaltningen")
- Helsingborgs historia, del V:1, Perioden 1718–1862 (1979, även författare av avsnittet "Frihetstiden och gustavianska tiden (1718–1809): Näringslivet")
- Helsingborgs historia, del V:2, Perioden 1718–1862 (1979, även författare av avsnitten "Frihetstiden och gustavianska tiden (1718–1809): Styrelse och förvaltning" och "Ståndstidens slutskede (1809–1862): Näringslivet")
- Helsingborgs historia, del V:3, Perioden 1718–1862 (1979, även författare av avsnittet "Ståndstidens slutskede (1809–1862): Styrelse och förvaltning")
- Helsingborgs historia, del VI:1, Personhistoriska anteckningar (1979)
- Helsingborgs historia, del VI:2, Bebyggelse, hantverk och manufaktur (1979)